# Adolf Raskin
Adolf Raskin (* 17. November 1900 in Köln; † 8. November 1940 bei einem Flugzeugabsturz nahe Brauna, Kamenz) war ein Musikwissenschaftler, Journalist (Kultur und Feuilleton) und in der NS-Zeit ein deutscher Rundfunkpionier. Er war der erste Intendant des Reichssenders Saarbrücken, des ersten von den Nationalsozialisten gegründeten und nach ihrer Ideologie ausgerichteten Rundfunksenders. Ferner war Raskin Intendant des Deutschen Kurzwellensenders und für die Programmentwicklung des Deutschen Fernsehens zuständig. Unter Joseph Goebbels war er Propagandaleiter bei der Saarabstimmung und Chef der Geheimsender, die die Aufgabe der psychologischen Kriegsführung hatten.

## Die frühen Jahre

### Herkunft und Kindheit
Adolf Raskin wurde als ältestes von fünf Kindern des Postschaffners Bernhard Josef Raskin (* 25. Januar 1871; † 10/25. Juni 1925 in Köln) und seiner Frau Johanna Katharina Henriette Raskin, geb. Giesen (* 12. April 1874 in Bergisch Gladbach; † 23. Oktober 1961 in Köln) geboren.
Er wuchs in Köln-Ehrenfeld und im Kölner Zentrum in der Werderstraße mit seinen Geschwistern auf und musste gemeinsam mit seinem Bruder nach dem frühen Tod des Vaters auch finanzielle Verantwortung für die jüngeren Geschwister mitübernehmen.

### Studium, Wehrdienst und Praktikum
Adolf Raskin besuchte in Köln ein Realgymnasium und dann bis 1918 das Lehrerausbildungsseminar in Köln, um Volksschullehrer zu werden.
Zum Ende des Ersten Weltkrieges leistete er noch einen kurzen Kriegsdienst von Frühjahr bis November 1918 ab.
Wegen der schlechten Aussichten, eine Stelle als Lehrer zu bekommen, wechselte er seine Berufsperspektiven. Er machte mit einer Externenprüfung Abitur. Dann studierte er in Köln und Bonn Musikwissenschaft, Kunstgeschichte, Theaterwissenschaft, Germanistik und Philosophie / Psychologie.
Adolf Raskin promovierte im Juni 1923 in Köln über Johann Joachim Quantz, sein Leben und seine Kompositionen, insbesondere für Flöte.
Adolf Raskin machte bei der Röchling-Bank in Saarbrücken ein Bankpraktikum, schrieb Theaterkritiken und wurde Journalist.

## Beruflicher Werdegang

### Zeitungsjournalist
1924 bis 1929 war A. Raskin Feuilleton-Redakteur bei der Saarbrücker Zeitung.
1929 wechselte er nach Essen und wurde 1929–1933 Leiter des kulturpolitischen Ressorts bei der Rheinisch-Westfälischen Zeitung.
Diese einflussreiche, den Industriellen des Ruhrbergbaues nahestehende Zeitung existierte von 1883 bis 1944. Sie wurde von Theodor Reismann-Grone (1863–1949) herausgegeben, einem der Mitbegründer des radikalnationalen Alldeutschen Verbandes, einem begeisterten Anhänger Hitlers, den er und seine Zeitung förderten.

### WERAG = Westdeutsche Rundfunk AG in Köln
Raskin gehörte zu den „März-Gefallenen“ und trat zum 1. Mai 1933 der NSDAP bei (Mitgliedsnummer 2.550.597). 1933 wechselte Adolf Raskin zum Rundfunk, wurde zunächst in Köln (Mai–Dez. 1933) im Zuge der Gleichschaltung als Leiter der Hauptabteilung Musik, Literatur und Unterhaltung bei dem Kölner Sender Westdeutsche Rundfunk AG (WERAG), der dann ab 1. April 1934 Reichssender Köln hieß und eine Zweigstelle der Reichs-Rundfunk-Gesellschaft (RRG) wurde. Dort war A. Raskin unter anderem für alle musikalischen Programme verantwortlich. Am 26. Juni 1933 und 14. Oktober 1933 erfolgten vom WERAG die ersten Funkreportagen, aus den Ballonen „Köln“ und „E.Brandenburg“, am Mikrophon in der Gondel war Rudi Rauher, im Funkhaus moderierte A. Raskin mit lustigen Gegenreden und ergänzte die Reportage mit Schallplattenmusik.
1933 erfolgte die Gleichschaltung der WERAG mit personellen Konsequenzen für Intendant Ernst Hardt (1876–1947), der am 23. April 1933 durch Heinrich Glasmeier (1892–1945) ersetzt wurde, und für etwa 50 weitere politisch anders denkende Mitarbeiter (z. B. Hans Stein, Fritz Worm, Carl Heil, Martin Rockenbach).
Das Kölner Funkhaus befand sich in der Dagobertstraße 38. Es war am 15. Januar 1927 eröffnet worden und war bis zur Schließung der technischen Betriebsstelle des Reichssenders Köln 1941 bzw. bis zur Bombenzerstörung 1942 in Betrieb. Nach dem Krieg wurde es schnell notdürftig in Stand gesetzt und diente ab dem 26. September 1945 als Funkhaus des NWDR.

### Saarkampfzentrale des Deutschen Rundfunks in Frankfurt am Main
1934 wurde Adolf Raskin von Propagandaminister Joseph Goebbels, der Raskins Erfahrungen im Saargebiet nutzte, mit der Leitung der Saarkampfzentrale des Deutschen Rundfunks in Frankfurt am Main beauftragt (1. Januar 1934 bis Mai 1935). Hier arbeitete er „mit drei Mitarbeitern und mit der Hilfe erfahrener saarländischer Publizisten“, um die Saarabstimmung am 13. Januar 1935 zu beeinflussen (Schäferdiek, S. 105).
Adolf Raskin richtete wöchentliche Saarsendungen ein und platzierte rund 1.000 Einzelsendungen zum Thema und ließ 14.000 Volksempfänger vornehmlich an NSDAP-Mitglieder im Saargebiet verteilen. Die Sendungen wurden von Frankfurt, Stuttgart und Neustadt an der Weinstraße aus ausgestrahlt.

### Reichssender Saarbrücken
Ab Mai 1935 wurde Adolf Raskin mit der Einrichtung des Reichssenders Saarbrücken (erster Radiosender innerhalb des Saarlands) beauftragt und trotz eines Konflikts mit Joseph Goebbels (siehe Schäferdiek, S. 109f.) am 4. Dezember 1935 (bis 1938) erster Intendant des Reichssenders Saarbrücken. Ab März 1935 hatte dessen Probephase begonnen, im Juli 1935 war der Beginn des Sendebetriebes. Ab 27. September 1935 erfolgten erste eigene Sendungen und ab 29. September 1935 sendete der Reichssender Saarbrücken unter Adolf Raskin ein eigenes Vollprogramm.
Unterstützt wurde Raskin von einem Team, das ihm schon länger freundschaftlich verbunden war: Gustav Kneip (Leiter Hauptabteilung Unterhaltung), Hanns Költzsch (Leiter der Musikabteilung), Horst Slesina (Abt. Zeitgeschehen), Karl Mages (Sendeleiter), Chefdramaturg Willi Schäferdiek (der in seinen Memoiren „Lebens-Echo“ ausführlich über diese Rundfunkpionierzeiten berichtet), die beiden Kapellmeister Albert Jung und Hans Hörner, Spielleiter Josef Reichert, Oberspielleiter Hanns Farenburg.
Die Intendanz war zunächst in einer Villa Am Eichhornstaden 11 untergebracht und siedelte sich im Herbst 1937 in der Wilhelm-Heinrich-Straße 33–35 an. Als erster deutscher Sender verwendete der RS Saarbrücken unter Adolf Raskin das neue technische System der Magnetaufzeichnung.

### Berlin
Ab Anfang 1937 wurde Adolf Raskin (zunächst zusätzlich zu der Saarbrücker Intendantenfunktion) in Berlin-Charlottenburg (Haus des Rundfunks, Masurenallee) in Personalunion
1. Auslandschef der Reichs-Rundfunk-Gesellschaft,
2. komm. Intendant des Deutschen Kurzwellensenders,
3. mit der Leitung des Deutschen Fernsehens beauftragt und
4. unter Goebbels Aufsicht Sonderbeauftragter für gegen Frankreich und England gerichtete Clandestine-Sender (Geheimsender).

Nach der Eingliederung Österreichs in das dann so genannte Großdeutsche Reich im März 1938 wurde A. Raskin vom Reichsintendanten Glasmeier nach Wien gesendet, um als Sonderbeauftragter der Reichs-Rundfunk-Gesellschaft an Stelle der liquidierten österreichischen Radio Verkehrs AG (RAVAG) den „Reichssender Wien“ zu errichten, welcher der Reichs-Rundfunk-Gesellschaft unterstellt war.

#### Auslandschef der Reichs-Rundfunk-Gesellschaft
A. Raskin war Direktor des Deutschen Auslandsrundfunks und zugleich Intendant des Deutschen Kurzwellensenders, in der Nachfolge von Kurt von Boeckmann (1885–1950). Nachfolger wurde im November 1940 als Direktor des Deutschen Auslandfunks Toni Winkelnkemper, als Intendant des Kurzwellensenders Horst Cleinow.
Der Deutschen Kurzwellensender sendete in zwölf Sprachen in das Ausland. Nach dem Standort des Kurzwellensenders in Zeesen bei Königs Wusterhausen wurden diese deutschen Auslandssendungen auch „Radio Zeesen“ genannt. Der Sender unterstand nicht, wie alle Reichssender, der Reichssendeleitung und damit dem Propagandaministerium, sondern der Rundfunkabteilung des Auswärtigen Amtes, da die ausgestrahlten Sendungen nur für das Ausland bestimmt waren. (Schäferdiek, S. 125)
In zwölf Sprachen, darunter Deutsch, Englisch, Spanisch, Portugiesisch und Afrikaans wurde für folgende Zonen gesendet: Asien, Afrika, Europa, England, Nordamerika, Südamerika und Brasilien.
Verbindungsmann zwischen dem Deutschen Kurzwellensender und dem Auswärtigen Amt war der spätere Bundeskanzler Kurt Georg Kiesinger.

#### Geheimsender-Sonderbeauftragter
Adolf Raskin leitete die ausländischen Propaganda-Sender: Gegen Frankreich Voix de la Paix, Camarade du Nord, Voix de la Bretagne und insbesondere Radio Humanité. Gegen Großbritannien gerichtet war der Sender New British Broadcasting Station – NBBS (ab 25. Februar 1940).
Die Zentrale der Propaganda-Sender wurde auch unter dem Namen „Büro Concordia“ bekannt.
Verbindungsmann zum Auswärtigen Amt in den Redaktionssitzungen war Günter Diehl, der 1938 Mitglied der NSDAP geworden war und später vom November 1967 bis zum 22. Oktober 1969 unter Kurt Georg Kiesinger Sprecher der Bundesregierung wurde.
Im Nachhinein am bekanntesten wurde Radio Humanité (erste Sendung 16. Dezember 1939 – eingestellt nach dem Waffenstillstand am 25. Juni 1940), das mit Sendungen in französischer Sprache mit der Rolle der psychologischen Kriegsführung beauftragt war, um vor und während des militärischen Überfalls „auf allen Lebenslagen Verwirrung (zu) stiften“.(Braunbuch, Diehl Propaganda-Ministerium).
Die Entwicklung der Nachrichtentechniken als Kriegstechnik wurde damals auch als „Wellenartillerie“ bezeichnet.
Die Tagebücher von Goebbels verzeichnen von Mai bis Juli 1940 die Nutzung der Nostradamus-Wahrsagungen in den Geheimsendern (Weissagung der Zerstörung Londons 1940).
„Radio Humanité wird als der beste Coup der deutschen Propaganda im Zweiten Weltkrieg angesehen“ (André Scheer).
„Der dämonische Meister der Propaganda“ Goebbels ließ über zahlreiche transportable Kleinsender pausenlos ein wüstes Trommelfeuer von in französischer Sprache gehaltenen Aufrufen zur Waffenniederlegung auf die bedrängte französische Armee niedergehen, was diese vollkommen demoralisierte. Auf diese Weise wurde der Rundfunk neben den Panzer-Armeen und den Stukas die dritte jener großen Kräfte, „welche miteinander den Blitzkrieg gegen Frankreich zum Siege führte“, meint Schäferdiek (S. 125)

#### Leitung des Deutschen Fernsehens
In dieser Zeit hatte A. Raskin neben den Tätigkeiten im Hörfunk auch die Leitung des Deutschen Fernsehens, das in „kümmerlichen Anfängen stand“ (Schäferdiek, S. 90) er war bis zu seinem Unfalltod im November 1940 für die Weiterentwicklung des Fernsehens (Organisations- und Programmfragen) zuständig. 1943 stellte das Deutsche Fernsehen wegen der allgemeinen Kriegsentwicklung seine Arbeit ein.

## Tod bei Flugzeugabsturz
Raskin starb bei einem Flugzeugabsturz am 8. November 1940 bei Brauna bei einer Dienstreise nach Sofia, wo er die Möglichkeiten eines geheimen Rundfunkkriegs gegen Griechenland erkunden wollte. Das Flugzeug war die viermotorige Junkers Ju 90 Nr. 10 „Brandenburg“, ein Zivilflugzeug der Deutschen Lufthansa. Dabei kamen Flugkapitän Stache, die fünf Besatzungsmitglieder sowie alle 23 Fluggäste ums Leben. Es war der bis dahin schwerste Unfall der Deutschen Lufthansa DLH. Die Toten des Flugzeugunglücks wurden in der Kirche St. Annen in Kamenz aufgebahrt.
Freunde, Mitarbeiter und Familienangehörige nahmen von Raskin mit einer Trauerfeier im großen Sendesaal im Haus des Rundfunks in Berlin Abschied. Der Tote wurde anschließend in seine Heimatstadt Köln überführt und auf dem Westfriedhof bestattet.

## Familie Raskin
Der Bruder von A. Raskin, Heinrich Raskin (* 17. Juli 1902 in Köln; † 31. Juli 1990 in Baden-Baden) war Mitglied der CDU und vom 1. September 1949 bis 1963 erster hauptamtlicher Trierer Oberbürgermeister nach dem Zweiten Weltkrieg, der OB des Trierer Wiederaufbaus.
Die drei Schwestern Elisabeth / Ella Hennes geb. Raskin (* 8. Mai 1906 in Köln; † 13. September 1951 in Schildgen), Luise Raskin (* 25. Januar 1909 in Köln; † 23. Oktober 2002 in Köln) Kindergärtnerin und Jugendleiterin, Religionslehrerin, lange Schulleiterin einer kath. Sozialpädagogischen Fachschule in Köln mit Schwerpunkt Montessori-Pädagogik und ihre Zwillingsschwester Maria Magdalena / Leni Hoerner geb. Raskin (* 25. Januar 1909 in Köln; † 2. September 2001 in Köln) wurden Erzieherinnen und lebten bis zu ihrem Tod in Köln bzw. der unmittelbaren Umgebung.
Adolf Raskin war seit Februar 1925 verheiratet mit Maria Raskin, geb. Dunsche (* 4. Oktober 1896; † 6. August 1960 in Köln).
Die beiden hatten einen Sohn: Karl-Bernd Raskin (21. Mai 1927 bis 3. Mai 1968). Der Sohn war seit 30. August 1952 verheiratet mit Ilse Raskin, geb. Dregger (* 24. Juli 1925; † 27. Mai 2003). Deren Söhne sind Bernd Raskin (* 20. September 1955) und Robert Raskin (* 15. Februar 1958).
Darüber hinaus bestand noch eine außereheliche Verbindung zwischen Adolf Raskin und Eva Schatz. Aus dieser Verbindung ging eine Tochter hervor: Brigitte Schmitz, geb. Schatz (* 2. September 1939). Diese heiratete den Komponisten, Dirigenten, Arrangeur, Pianisten und Akkordeon-Virtuosen Christian Schmitz-Steinberg. Deren Kinder sind Michael Schmitz (1957–1971) und Alexandra Schmitz (* 1. August 1966).

## Auszeichnungen
1940 Kriegsverdienstkreuz 1. Klasse (posthum)

## Schriften
- Johann Joachim Quantz, sein Leben und seine Kompositionen; Dissertation, Köln 1923 (Maschinenschrift, 166 S.). Open Access via ViFaMusik
- Das musikalische Theater der Gegenwart – Ein Versuch von A. Raskin; in: Die Tribüne, Halbmonatsschrift der städtischen Bühnen Köln, 2. Jahrgang 1929/30, 2. Februarheft, Heft 12, Köln, Selbstverlag, S. 321–327.
- Symptomatische Musikpolitik In Melos, IX/7, 1930, S. 299–302, Schott-Verlag, Mainz
- Ratlosigkeit im Industriegebiet – in Melos 11-1932, S. 64–65, Schott-Verlag, Mainz
- Aus der 700-jährigen Geschichte des Deutschlandliedes – in: Musik und Volk, herausgegeben vom Reichsbund Volkstum und Heimat, erstes Heft 1933, Bärenreiter-Verlag; Kassel, S. 17–22.
- Reichsrundfunk im Dienste der Volkstumspflege – ein Plan zur Reorganisation des deutschen Rundfunkprogramms, Denkschrift 1936 (Bundesarchiv, Band 2 H – St (1936–1937))
- (Hrsg.) Südwestdeutsche Heimatblätter, 3 Bände – Nachdruck der SZ-Beilagen 1926–1931, Saarbrücken, Saarbrücker Zeitung o. J. 1975? 1982?